# Матрис-ди-Камаражиби
Матрис-ди-Камаражиби (порт. Matriz de Camaragibe) — муниципалитет в Бразилии, входит в штат Алагоас. Составная часть мезорегиона Восток штата Алагоас. Входит в экономико-статистический микрорегион Мата-Алагоана.